# Rami Bedoui
Pour les articles homonymes, voir Bedoui.
Rami Bedoui (arabe : رامي البدوي), né le 19 janvier 1990 à Sousse, est un footballeur international tunisien évoluant au poste de défenseur central.

## Carrière
- juillet 2010-février 2020 : Étoile sportive du Sahel (Tunisie)
  - janvier-juin 2019 : Al-Fayha FC (Arabie saoudite), en prêt
- février-juillet 2020 : FK Liepāja (Lettonie)
- octobre 2020-juillet 2021 : Koweït SC (Koweït)
- janvier 2022-juillet 2025 : Club africain (Tunisie)

## Palmarès
- Vainqueur du championnat de Tunisie : 2016
- Vainqueur de la coupe de Tunisie : 2012, 2014 et 2015
- Vainqueur de la coupe de la confédération : 2015
- Finaliste de la coupe de Tunisie : 2011, 2018 et 2019
- Finaliste de la Supercoupe de la CAF : 2016